# Архимандрит Серафим (Миљковић)
Серафим (световно Живојин Миљковић; Дубница код Свилајнца, 31. октобар 1935 — Манастир Благовештење Рудничко, 22. децембар 2020) био је православни архимандрит духовник Манастира Благовештења Рудничкога.

## Биографија

### Детињство
Архимандрит Серафим рођен је на празник Светог апостола Луке и Светог Петра Цетињског 31. октобара 1935. године у богомољачкој породици у селу Дубница код Свилајнца од побожних родитеља.

### Монашки постриг
Године 1958. након одслуженог војног рока у Славонском Броду, на празник Светог Василија Великог одлази у Миљков манастир, где проводи 7 месеци, а након тога и у Манастир Тумане код Голубца. Из манастира Тумане одлази у Манастир Јошаницу код Јагодине, где је провео 25 година. У манастиру Јошаници је замонашен добивши монашко име Јаков, након чега је рукоположен у јерођаконски, а потом и у јеромонашки чин.

### Духовник Манастира Благовештења Рудничкога
По благослову тадашњег Епископа шумадијског др Саве Вуковића, 1984. године прелази у Манастир Благовештење Рудничко у селу Страгари. У чин мале схиме замонашен је 2004. године од стране надлежног Епископа шумадијског Господина Јована Младеновића добивши монашко име Серафим.

### Смрт
Дана 22. децембара 2020, када наша Света Црква прославља празник Зачећа Свете Ане, упокојио се у Господу у својој 85. години.